# Зигфрид (Вид)
Зигфрид фон Вид (на немски: Siegfried von Wied; Sifrid; * 1129?; † сл. 1161) от род Дом Вид е от 1145 до 1162 г. граф на Вид.

## Биография
Той е големият син на Метфрид († 1145), граф на Вид, и на съпругата му Остерлинда. Неговият брат Арнолд II (1098 – 1156) е архиепископ на Кьолн от 1151 до 1156 г.
Зигфрид наследява баща си през 1145 г. като граф на Графство Вид. През 1161 г. той участва в свитата на император Фридрих I Барбароса в похода в Италия и умира от малария вероятно в Ландриано близо до Милано. Граф на Вид от 1162 г. става неговият син Дитрих.

## Фамилия
Зигфрид е женен за жена с неизвестно име. Те имат децата:
- Дитрих или Теодерих (1158 – 1200), граф на Вид
- Рудолф (1152 – 1197), избран през 1183 г. за архиепископ на Трир, но папа Луций III не го признава.
- Уделрих фон Вид († сл. 1187)